# Мари, Альберто (футболист)
Альбе́рто Мари́ Са́нчес (исп. Alberto Marí Sánchez; род. 11 июля 2001, Аликанте) — испанский футболист, нападающий клуба «Валенсия».

## Клубная карьера
Мари — воспитанник клубов «Коста Аликанте», «Эркулес», «Реал Вальядолид» и «Эйбар». В 2020 году Альберто начал выступать за Виторию в Третьем дивизионе Испании. Летом 2021 года игрок подписал контракт на 3 года с «Валенсией», где начав выступать за дублирующий состав. 23 апреля 2023 года в матче против «Эльче» он дебютировал в Ла Лиге. 14 мая года в поединке против «Сельты» Альберто забил свой первый гол за «Валенсию». 